# 德斯潘塞十字军
德斯潘塞十字軍（英語：Despenser's Crusade，又名諾里奇主教十字軍或諾里奇十字軍）是由亨利·勒·德斯潘塞在1383年發動的十字軍運動，目的在協助根特叛軍對抗對立教宗克勒芒七世。這場十字軍運動是教會大分裂的一部份，也是英格蘭與法蘭西百年戰爭中的對抗。由法蘭西支持克勒芒七世的亞維儂教廷對上英格蘭支持的羅馬教宗烏爾班六世。
德斯潘塞十字軍被當時低階與中產階級市民批評為略加掩飾的百年戰爭。當代的英格蘭教會權威約翰·威克里夫與法蘭西的編年史家尚·傅華薩分別批判十字軍的領袖是偽君子。

## 背景

### 法蘭德斯叛亂
佛蘭德伯國是法蘭西的盟國（其領土一部份位於法蘭西，另一部份位於神聖羅馬帝國），其境內重要城市根特在1379年9月爆發叛亂。1380年英格蘭議會在南安普敦召開，報告由於法蘭德斯的叛亂導致沒有毛織品上繳。羊毛是英格蘭出口到法蘭德斯的重要紡織原料，在1381—82年與1382—83年的財報合計中，出口量由18,000袋減少到11,000袋。其中1382—83年度僅有2,192袋經過英格蘭的歐陸港口加萊，導致紡織業競爭對手米德爾堡崛起。
當根特叛軍在1382年1月對上伯爵路易二世時，他們向英格蘭請求支援。路易則嘗試阻擋英格蘭進口。在菲利普·范阿特威爾德的領導下，叛軍在貝弗豪茲維德戰役奪下布魯日，將伯爵驅逐出境。路易很快便請到法軍來救援，而根特叛軍在11月27日的羅斯貝克戰役徹底戰敗，菲利普陣亡。根特被迫接受路易的投降條件：承認克勒芒七世是合法教宗，且必須加入對抗英格蘭的戰爭。根特的艦隊逃到英格蘭，在那裏繼續戰鬥。法王查理六世親自來到布魯日，沒收所有英格蘭商人的貨物。

岡特的約翰的徽章，左半邊為卡斯提爾與雷昂紋章。

### 議院辯論
1383年10月，議院召開會議討論十字軍的資助目標。一方由岡特的約翰主導，提案發動一場十字軍將他推上卡斯提爾王位，得到上議院的支持。另一方，由考特尼男爵、阿倫德爾伯爵、白金漢伯爵為首，主張出兵解放根特，受到下議院的支持。兩者都是為了協助國王的盟友對抗敵人的「高貴路線」（deux noble chymyns）（前者為協助陷入繼承危機的葡萄牙；後者為了法蘭德斯人民）。
「葡萄牙路線」是岡特的約翰的私人計劃，他先前便宣稱卡斯提爾王位，並1372年1月30日左右得到王室允許在他的徽章上加入卡斯提爾與雷昂紋章。約翰的王弟蘭利的埃德蒙在1379年替他向葡萄牙出兵卻得到災難性的結果。1380年1月或2月，葡萄牙國王斐迪南一世宣布支持克勒芒教宗，但是在1381年8月29日又倒戈到烏爾班陣營。1382年3月，教宗烏爾班頒布詔書《Regimini sacrosancte》，譴責卡斯提爾國王恩里克二世是分裂教會者。在議院辯論期間，赫里福德主教約翰·吉伯特指出由於法蘭西仍然是天主教會的成員，十字軍的任務應該要專注在對抗法蘭西支持的克勒芒派，同時岡特的約翰可以不必藉由十字軍，直接對抗被開除教籍的卡斯提爾國王。
「法蘭德斯路線」有著更低的成本且立即的軍事價值，因為能夠解除加萊港的壓力。議院同意資助法蘭德斯路線，並指派諾里奇主教亨利·勒·德斯潘塞擔任十字軍領袖，然而領袖原定是要讓岡特的約翰或另一位王叔擔任。主教拒絕接受阿倫德爾伯爵當他的副官與世俗領袖。有些人批評這次十字軍會威脅到理查二世對法蘭西王位的追求，因為烏爾班六世曾在1381年克勒芒派安茹的路易進攻那不勒斯王國時成功防禦，卻試圖掌控王權。

## 計劃與組織

### 教宗與教會
在1378年，紅衣主教彼得羅·皮里歐·迪·普拉塔表示希望能透過理查二世與波希米亞的安妮聯姻，鑄成英格蘭與神聖羅馬帝國的反法同盟。然而波希米亞人不願意向法國宣戰，除非他被開除教籍，但烏爾班又覺得這手段太過極端。
1379年德斯潘塞頒布烏爾班六世的詔書《Nuper cum vinea》，對所有人無論生死進行大赦，來換取部分或持續性的贊助給對抗克勒芒派的十字軍（女性普遍會捐獻珠寶或家用品）。1381年3月烏爾班頒布兩份詔書，任命德斯潘塞在英格蘭負責反克勒芒派十字軍，賦予他大赦和分配教士的權限。這點歸功於德斯潘塞的書記亨利·鮑威特在1380年2月在羅馬的交涉活動。兩份由他交給德斯潘塞的詔書《Dudum cum vinea Dei》和《Dudum cumjilii Belial》留下許多抄本至今。5月15日又一份詔書《Dignum censemus》賦予德斯潘塞在英格蘭兩個總主教區約克和坎特伯里宣揚十字軍，並能對反對者採取行動。
三份詔書在1381年8月送抵英格蘭，抄本在9月17日送到主教手中，德斯潘塞立即派人前往收集捐款交換赦免，成果優秀，尤其是對平民，可能是因為恢復法蘭德斯能帶來龐大的經濟利益。1382年12月21日，德斯潘塞主教在倫敦聖保羅座堂宣誓發動十字軍。
當修士宣揚十字軍時，有些假贖罪者藉機勒索金錢，同時一些合法修士拒絕交出他們收集到的募款。這激起教會改革者約翰·威克里夫一系列的譴責。然而德斯潘塞保證十字軍只會攻擊分裂派教宗的支持者，並表示：「若在年內法蘭西地區回歸信仰真正的教宗烏爾班，主教有義務放棄十字軍，並從那時起為吾王（的其他任務）服務。」

### 王室與議院
王室財政部籌備裝備採買，公共財務由德斯潘塞的會計羅伯特·福爾米爾和倫敦商人暨十字軍的銀行代表約翰·菲爾普特監管。德斯潘塞用私人財產徵募士兵與跨越海峽的船隻。德斯潘塞進行宣誓的儀式被盛重舉行：有十字架、十字軍旗幟，還有佈道會、彌撒、遊行及懺悔儀式。
德斯潘塞指派于格·卡爾弗利、威廉·埃爾門、湯馬士·崔維特、約翰·費里斯、于格·德斯潘塞、威廉·菲靈頓、馬修·里德曼等人為十字軍隊長。十字軍吸引到大量徵召兵，但也引來不受歡迎的自願者，例如：沒有戰鬥能力的無聊僧人，倫敦同業公會學徒、以及徹頭徹尾的罪犯。立誓完的十字軍會佩戴紅色十字架，這個符號已經變化為英格蘭國旗象徵。在最後一刻，英王理查二世嘗試阻止十字軍出發，他正在倡導和法蘭西維持和平，並要求德斯潘塞等待資深將領威廉·德·伯尚抵達，但主教忽視英王的建議。

## 戰役
1383年4月27日，十字軍於桑威治集結，並在5月16日航向加萊。從出航到5月23日之間的時間表紀錄在德斯潘塞寫給另一位主教的信件中。第一批十字軍抵達加萊數日後，所有成員都渡過海峽。主教領導他們在格拉沃利訥打了勝仗。該月，來自諾福克的湯瑪士·德法姆因為質疑來自法蘭德斯的官方報告而被自陣營丟入獄。

### 伊珀爾圍城戰

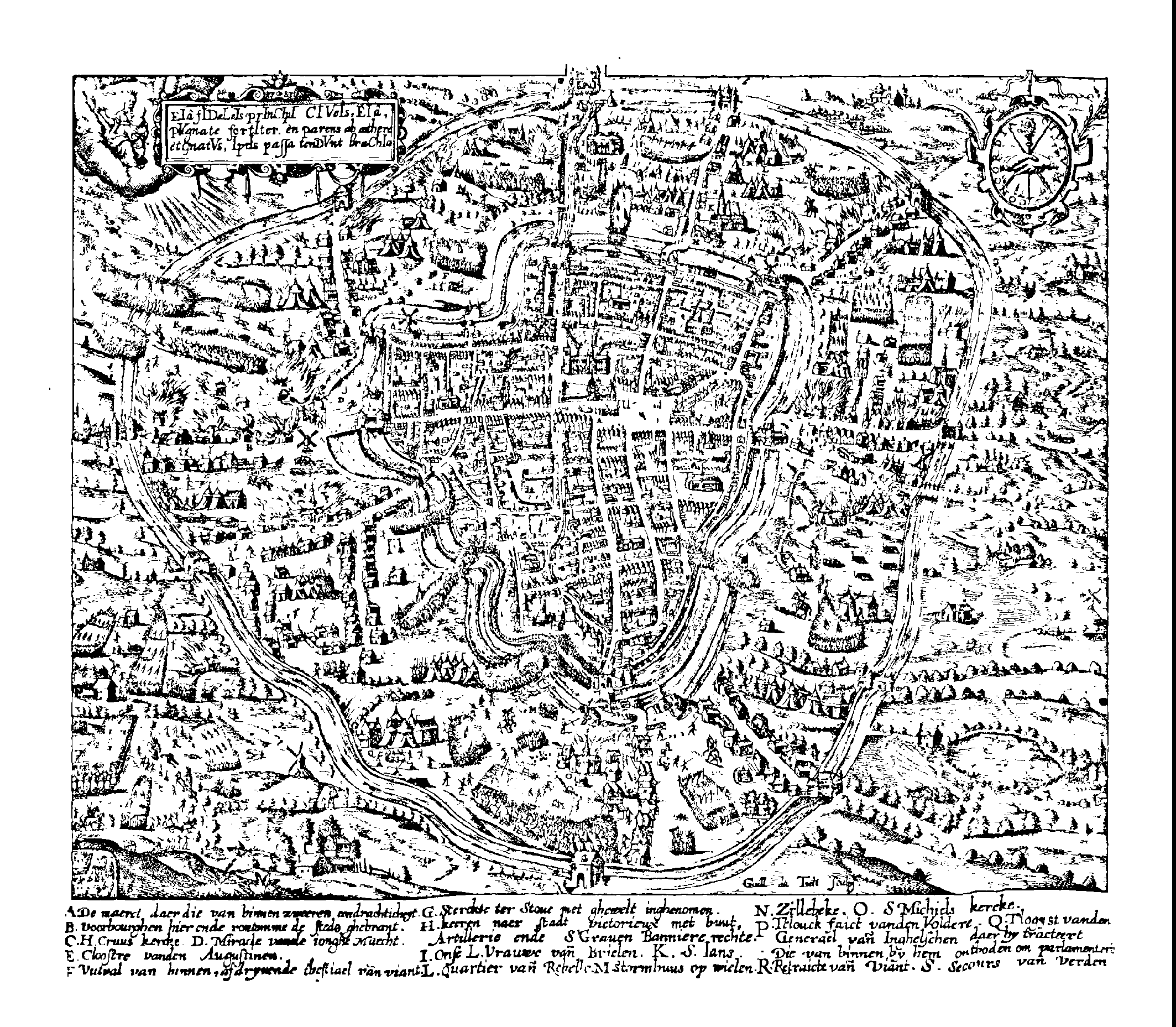
諾里奇主教圍攻下的伊珀爾。這幅1610年復刻的版畫顯示圍城的進行。

6月，十字軍加入根特民兵。為了該攻擊布魯日或伊珀爾，還是入侵法蘭西起了些爭議，造成內部分裂。十字軍最後決定圍攻伊珀爾，然而那卻是支持烏爾班教宗的城市。
在伊珀爾，無薪的「自願者」在圍城下的問題加劇，他們是為了掠奪的機會才參加這次行動。6月，德斯潘塞命令所有沒受官方給薪的人回歸英國。
有些隊長從法蘭德斯寫信給英王表示戰役正在瓦解：「源於缺乏副官以及（主教）無法妥善管理」。根據事後主教的審判紀錄，國王曾商議讓阿倫德爾伯爵帶領披甲戰士與長弓兵前往法蘭德斯，但是德斯潘塞「充滿野心」的回信，以及報告中他的演說，暗示德斯潘塞拒絕接受任何副官。當法軍的解放部隊接近城市，德斯潘塞決定在8月8日放棄持續8週的圍城。卡爾弗利諫言轉向攻擊克勒芒派的法蘭西，但十字軍的指揮權接著分裂。德斯潘塞在他的審判中宣稱他曾支援對法蘭西的攻擊，卻被大多數隊長反對，將他的部隊帶往格拉沃利訥。剩下的隊長受到賄賂，交出佔領的土地後自行歸國。

### 停戰
德斯潘塞燒毀本想握有的格拉沃利訥，接著和法軍談妥條件，在9月乘船歸國。他稍後表示投降城市6000到7000名撤出的市民躁動，加上他缺乏遠見只談妥數天的停戰，迫使他做出急迫的決定。事實上他得到王室允許在缺乏糧草時撤離。在停戰期間，國王已指派岡特的約翰趕來支援德斯潘塞，然而德斯潘塞已經撤離。將佔有的城市送還敵人，違背他的契約。德斯潘塞的政敵指控他是因為英王與岡特的約翰已經準備好渡海才要求停戰。

## 後續
德斯潘塞和他的隊長們一抵達就受到大法官麥克·德·拉·波爾傳喚到10月26日議院的會議。

### 彈劾德斯潘塞
審判在國王與議員前進行，結果，主教被彈劾，剝奪教會財產兩年，這個決定基於許多理由，但其中有四條重要項目。這四條為德·拉·波爾對德斯潘塞的主要指控：前兩條指控德斯潘塞雖然誓言「為國王在法蘭西的戰爭中服務」，並於加萊集結2500披甲戰士與同數量長弓兵服役一年。他的軍隊卻沒有達到這個標準，軍隊也未曾在加萊集結，而且軍隊在不到六個月便撤離並解散。後兩條指控德斯潘塞沒有遵循「帶領王國內最有能力的隊長同行」的約定，他在得到出征同意後就沒有再指派任何隊長，並且用「漂亮話」（beaux promesses）欺瞞國王好讓他能全權掌控軍務（還有避開帶阿倫德爾伯爵隨行）。
德斯潘塞為自己辯護：稱伊珀爾圍城是根特人的建議，結果造成十字軍與根特民兵的損失，「天意」（aventure de Dieux）迫使他放棄圍城，與法蘭西的停戰可以是長久和平的第一步。他更進一步辯稱他雖然沒有在加萊完全集結，但在伊珀爾時擁有超出要求的軍力；且內維爾男爵曾請求與國王面對面匯報，但被理查二世拒絕。他承認在法蘭德斯有收到國王的信件讓他接受副官，他聲稱有呈請國王與議院任命一位。
有罪判決後，德斯潘塞請求國王讓他在議院中不受打斷陳述他的辯護，被同意在11月24日進行。在他的最終辯詞，主教嘗試將過錯歸咎在一些隊長身上，不過再度被大法官駁回。德斯潘塞的罪名確定，雖然違背傳統但查理二世仍然以教士之禮對待他。他的教會財產被凍結，並且要承擔這次十字軍的公眾支出，他將在法蘭西所獲得的法郎全數支付。

### 隊長的懲處
十字軍的隊長們被要求回答收受總額18,000金法郎賄賂的指控。隊長們沒有否認控訴，但爭辯這些黃金是為了補償被丟下的珍貴馬匹。會計福爾米爾還有五名隊長（其中不包含卡爾弗利）入獄並懲處14,600金法郎的罰款。1384年1月9日，王室財政部紀錄收到由法蘭德斯地區在十字軍期間收繳的£287，9先令，4便士，由書記亨利·鮑威特代表福爾米爾上繳。另外紀錄收繳海外非法所得5000法郎，等值於£770，16先令，8便士。